# Willem Barents

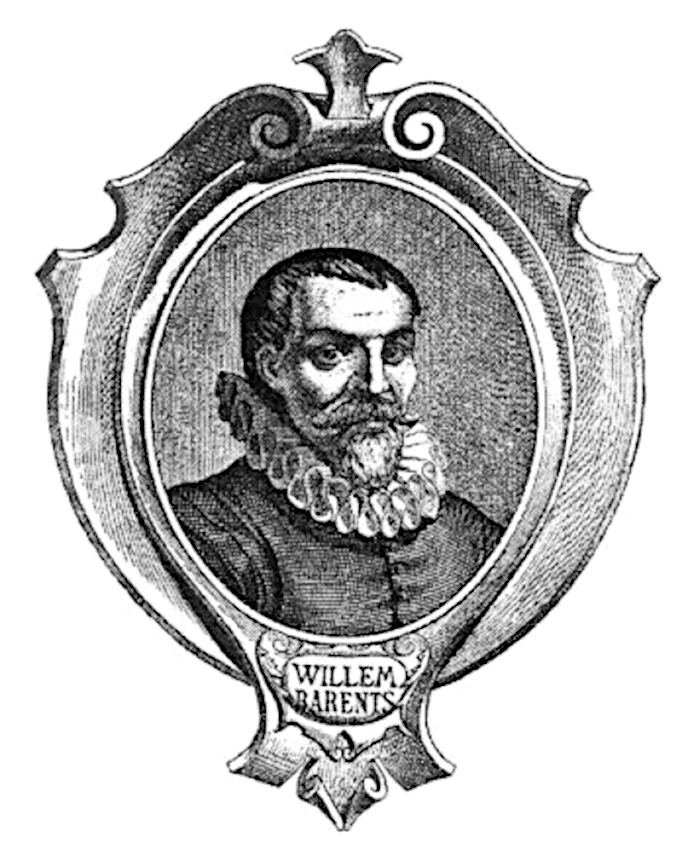
Willem Barents

Willem Barents (niederländisch: Willem Barentsz; * um 1550 auf der Insel Terschelling im Dorf Formerum; † 20. Juni 1597 auf der Nordinsel Nowaja Semljas) war ein niederländischer Seefahrer und Entdecker des späten 16. Jahrhunderts. Nach ihm wurden die Barentssee (ein Teil des Nördlichen Eismeers), die Barentsinsel (ein Teil der Inselgruppe Spitzbergen) und die Bergarbeitersiedlung Barentsburg benannt. Willem Barents gilt als Entdecker Spitzbergens. Er war der erste europäische Entdeckungsreisende der Neuzeit, der eine Überwinterung in der Arktis unternahm.

## Leben
Barents, über dessen Jugend wenig bekannt ist, wurde in Amsterdam zum Steuermann ausgebildet. Er war verheiratet und hatte fünf Kinder. Barents war in der Mitte der 1590er Jahre ein erfahrener Seemann und auch als Kartograf bekannt. 1594 erschien sein Kartenbuch der Mittelmeerländer. Im zwei Jahre später erschienenen Den Nieuwen Spieghel der Zeevaert des Lucas Janszoon Waghenaer stammen eine Karte Irlands und eine Nordnorwegens von ihm. Auf seiner letzten Reise zeichnete er eine Karte der Arktis, die den Nordpol erstmals in einem von Kontinenten umgebenen Meer liegend darstellte. Barents war von 1594 bis 1597 an drei Fahrten zur Entdeckung der Nordostpassage beteiligt. Auf seiner letzten Reise entdeckte er 1596 die Insel Spitzbergen und die Bäreninsel. Barents starb nach einer ungeplanten Überwinterung auf Nowaja Semlja wahrscheinlich an Skorbut.

## Entdeckungsfahrten

### Vorgänger
Die niederländischen Kaufleute waren am Ende des 16. Jahrhunderts stark an einem alternativen Seeweg zum Fernen Osten interessiert. Die einzige bekannte Route um Afrika und über Südostasien war lang und durch die Konkurrenz zu den anderen Seemächten gefährlich. Eine Expedition zur Suche nach der Nordostpassage unter Olivier Brunel, der zuvor als erster Westeuropäer den Ob erreicht hatte, erlitt 1585 auf der Rückreise aus der Karasee in der Mündung der Petschora Schiffbruch. Auf Initiative Balthasar de Moucherons (1552–ca. 1630), eines Kaufmanns aus Middelburg, der die Reise finanziert hatte, wurde die Suche nach der Passage 1594 wieder aufgenommen.

### Erste Reise 1594
Für die erste Reise standen drei Schiffe zur Verfügung: der von den Amsterdamer Kaufleuten finanzierte Merkur, befehligt von Willem Barents, der Middelburger Schwan und ein Enkhuizener Schiff, das ebenfalls Merkur hieß. Da der einflussreiche Kosmograph Petrus Plancius vom Durchfahren der Jugorstraße zwischen der Insel Waigatsch und dem Festland abgeraten hatte, wurde beschlossen, dass Barents versuchen sollte, Nowaja Semlja nördlich zu umfahren. Cornelis Nay sollte mit den anderen beiden Schiffen Kurs auf die Jugorstraße nehmen. Barents traf mit seinem Schiff am 23. Juni an der vor der Murmanküste gelegenen Insel Kildin auf den Rest der Flotte. Am 29. Juni setzte er seine Reise in Richtung Nordnordwest fort, während Nay noch vier Tage vor Kildin lag. Barents sah am 4. Juli erstmals Nowaja Semlja und bestimmte seine Polhöhe zu 73° 25′. Südöstlich davon erreichte er eine Landzunge, die er Langeneß nannte (heute Suchoi Nos). Er setzte seine Fahrt längs der West- und Nordküste der Insel fort, bis er am 30. Juli in Sichtweite der Oranieninseln nördlich von Nowaja Semlja unter 77° nördlicher Breite vom Eis an der Weiterfahrt gehindert wurde. Da Nay unterdessen die Jugorstraße durchfahren hatte und in der Karasee bis zur Mündung des Karaflusses gelangt war, galt die Reise als erfolgreich und die Zufahrt zur Nordostpassage als gefunden.

### Zweite Reise 1595
1595 wurde eine Flotte aus sieben Schiffen zusammengestellt, die mit Handelswaren sowie Proviant und Munition für zwei Jahre beladen wurden. Das Kommando wurde erneut Cornelis Nay anvertraut. Barents fuhr als Obersteuermann unter Kapitän Jacob van Heemskerk auf dem Goldenen Windhund, einem der beiden von Amsterdam finanzierten Schiffe. Die Abfahrt der Flotte verzögerte sich bis zum 2. Juli. Das Nordkap wurde erst am 10. August umfahren und die Jugorstraße, die sie voller Eis vorfanden, am 19. August erreicht. Am 2. September gelang die Passage in die Karasee. Am 6. September wurden zwei Expeditionsteilnehmer von einem Eisbären getötet.  Barents drängte Nay, wenigstens einige Schiffe zur Überwinterung an der Karasee zu lassen. Während dieser noch zögerte, brach am 8. September eine Meuterei aus. Nachdem fünf Aufrührer hingerichtet worden waren, versuchten die Schiffe erfolglos, weiter nach Osten vorzudringen. Nay brach die Bemühungen am 15. September ab und führte die gesamte Flotte zurück nach Holland, wo sie am 18. November eintraf.

### Dritte Reise 1596–1597

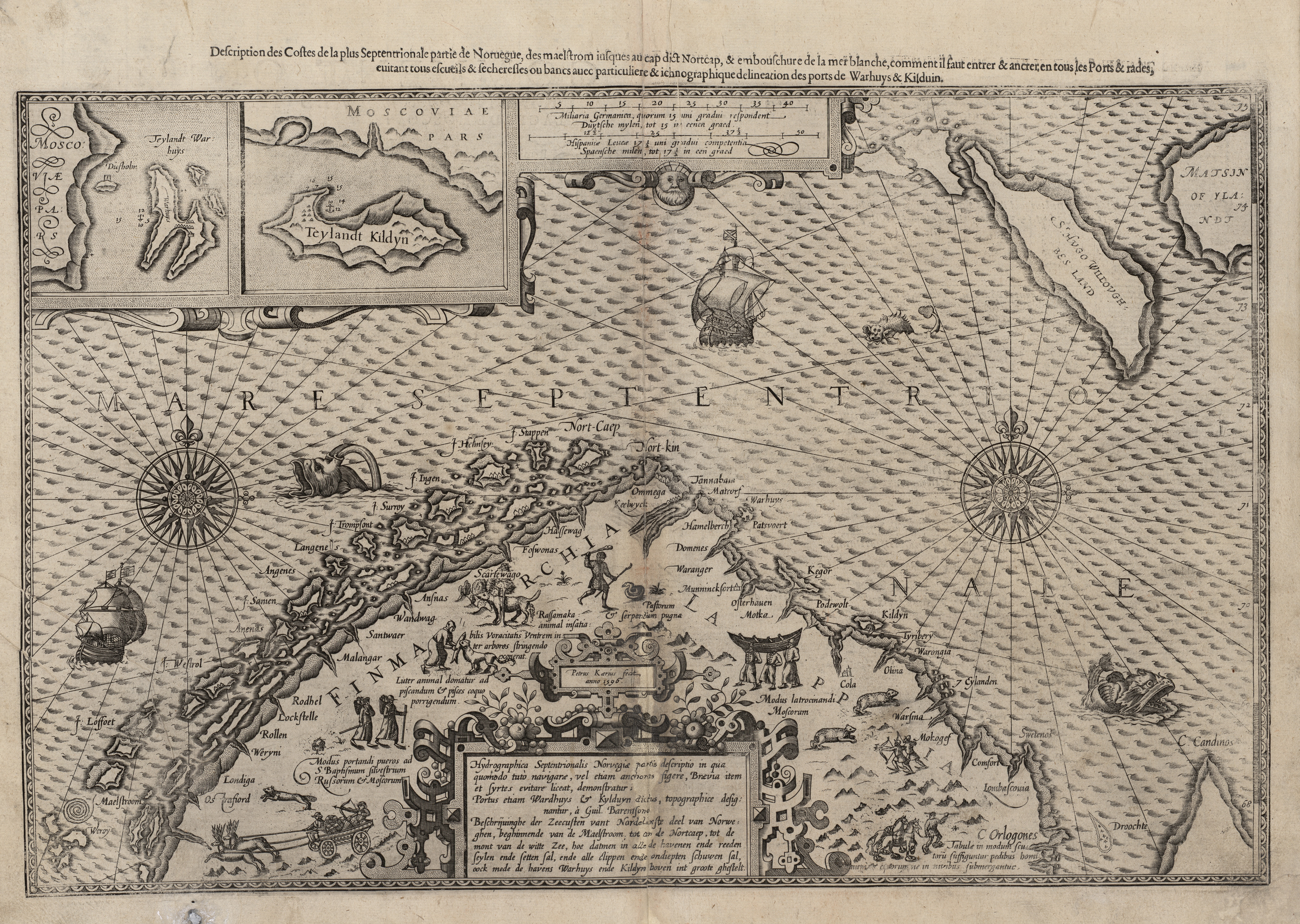
Barents’ Karte Nordnorwegens (1596)

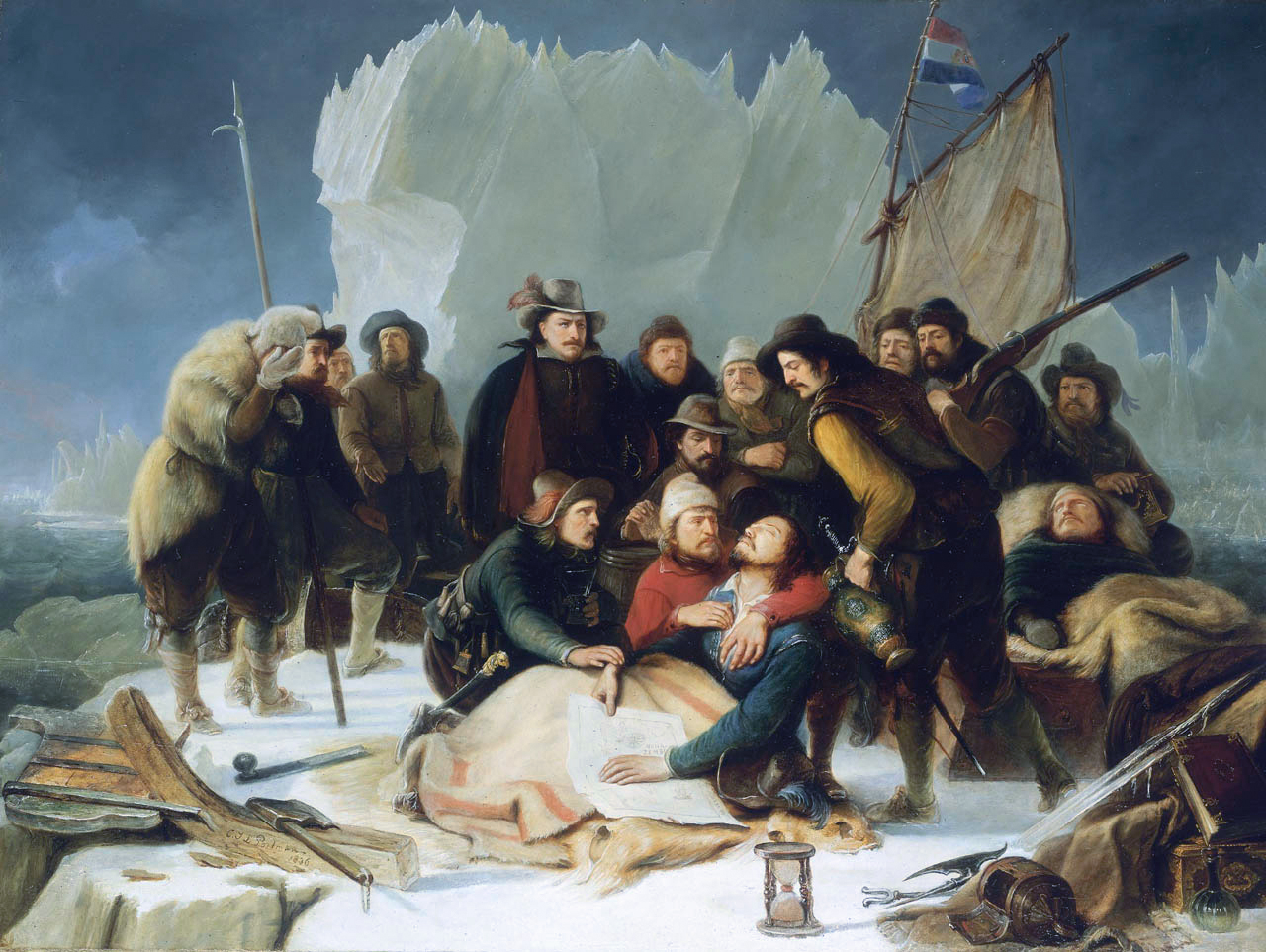
Christiaan Portman: Willem Barents’ Tod (1836)

Obwohl die zweite Reise nicht die Erwartungen erfüllt hatte, schickte Amsterdam 1596 noch einmal zwei Schiffe in den Norden. Barents war wieder Obersteuermann unter Kapitän van Heemskerk. Das zweite Schiff wurde von Jan Corneliszoon Rijp geführt. Am 10. Mai verließen sie Amsterdam. Bald kam es zu Differenzen zwischen Barents und Rijp, weil Barents meinte, man wäre zu weit nach Westen abgekommen, Rijp dies aber nicht zugeben wollte. Am 9. Juni 1596 entdeckten sie die Bäreninsel und fuhren nach dreitägigem Aufenthalt weiter Richtung Norden, bis sie auf die Eisgrenze stießen. Nach Osten ausweichend, entdeckten sie am 19. Juni auf 80° 11′ nördlicher Breite die Insel Spitzbergen. Sie kehrten in die Gegend der Bäreninsel zurück und berieten die Lage. Rijp wollte einen nördlichen Kurs östlich von Spitzbergen einschlagen, Barents noch einmal wie 1594 versuchen, einen Weg um die Nordspitze Nowaja Semljas zu finden. Da es keine Einigung gab, trennten sich die Schiffe. Am 17. Juli 1596 traf Barents wieder auf die Westküste Nowaja Semljas und folgte ihr, bis er am 6. August die Nordspitze umrundete. Am 19. August erreichte das Schiff das Nordostkap der Insel, das Barents das „Ersehnte Kap“ (niederländisch Hoek van Begeerte, heute Mys Schelanija) taufte. Abermals hinderten Eismassen sein Vordringen in die Karasee. Er fand im nahe gelegenen Eishafen eine Zuflucht, wo er mit seinen Gefährten alle Bedrängnisse eines arktischen Winters zu überstehen hatte.
Da ihr Schiff auch im nächsten Frühjahr im Eis eingefroren blieb, mussten sie es zurücklassen und in zwei offenen Booten am 14. Juni zunächst zur Mündung der Petschora in Russland flüchten. Fünf Teilnehmer der Expedition waren aber den Strapazen erlegen, darunter am 20. Juni Barents, der an der Küste Nowaja Semljas begraben wurde. Die übrige Mannschaft erreichte unter Heemskerk mit großer Not endlich die Halbinsel Kola, wo sie Rijp trafen, der sie nach Holland zurückbrachte.

### Entdeckung des Winterhauses im 19. Jahrhundert
Der nordöstliche Teil Nowaja Semljas wurde erst viel später von den Norwegern Edvard Holm Johannesen und Elling Carlsen erforscht. Letzterer fand 1871 das noch gut erhaltene Winterhaus von Barents und darin viele Geräte, Bücher usw., die er nach fast 300-jähriger Vergrabenheit im Eis zurückbrachte. Sie sind heute Teil der ständigen Ausstellung im Rijksmuseum Amsterdam. Untersuchungen von russischen und niederländischen Archäologen in den 1990er Jahren ergaben weitere Erkenntnisse zum Verlauf und dem Ende der Barents’schen Reisen.

## Rezeption
Gerrit de Veer, der als Maat an der zweiten und dritten Reise Willem Barents’ teilgenommen hatte, veröffentlichte seine Tagebücher unmittelbar nach der glücklichen Heimkehr. Die deutsche Ausgabe Warhafftige Relation der dreyen newen vnerhörten seltzamen Schiffart so die Holländischen und Seeländischen Schiff gegen Mitternacht drey Jar nach einander als Anno 1594, 1595, vnd 1596 verricht erschien bereits 1598 bei Levinus Hulsius in Nürnberg.
Der Jugendbuchautor Herbert Friedrich machte Willem Barents’ dritte Reise zum Thema seines Romans Die Eissee, der 1968 erschien. Auch die Handlung des Historienfilms Nova Zembla des niederländischen Regisseurs Reinout Oerlemans aus dem Jahre 2011 lehnt sich an die Geschichte an.